# Vilcabambataggstjärt
Vilcabambataggstjärt (Cranioleuca weskei) är en fågelart i familjen ugnfåglar inom ordningen tättingar.

## Utbredning och systematik
Fågeln förekommer i sydöstra Peru i molnskogar i Cordillera Vilcabamba i Cusco. Den kategoriserades tidigare som underart till marcapatataggstjärt (Cranioleuca marcapatae), men urskiljs sedan 2016 som egen art av Birdlife International och IUCN, sedan 2023 även av International Ornithological Congress.

## Status
Trots det begränsade utbredningsområdet och att den tros minska i antal anses beståndet vara livskraftigt av internationella naturvårdsunionen IUCN.